# Bohumil Kulínský (1910)
Bohumil Kulínský starší (25. srpna 1910 Petřvald – 11. dubna 1988 Praha) byl český sbormistr, hudební pedagog a přední teoretik v oboru dětského zpěvu.

## Život
Bohumil Kulínský se narodil v Petřvaldu u Karviné. V roce 1939 v Ostravě založil dětský pěvecký sbor Hrabůvští zpěváčci, na nějž v letech 1945 až 1972 navázal Dětský pěvecký sbor Československého rozhlasu, a od roku 1973 sborem Bambini di Praga. Soubor vedl společně s manželkou Blankou. V roce 1977 převzal vedení sboru jeho syn Bohumil Kulínský. Bohumil Kulínský starší zemřel v Praze v roce 1988.
V letech 2004–2006, kdy byla v médiích věnována pozornost obvinění jeho syna z pohlavního zneužívání sboristek, se objevila i obvinění, že podobně se choval i Bohumil Kulínský starší.

## Dílo
- Učíme se zpívat z not. Praha: Panton, 1960. Čtení o hudbě, sv. 5.
- Intonace s přihlédnutím k potřebám hráčů na hudební nástroje. Praha: SNKLHU, 1960.
- Učíme se zpívat z not. Praha: Panton, 1963.
- Máte hudební sluch?: praktická studie "nehudebního" sluchu. Praha: SHV, 1964.
- Učíme se zpívat z not. 3. vyd. Praha: Panton, 1970. Čtení o hudbě, sv. 5.
- Vokální stenografie. Praha: Panton, 1983.

Hudebniny
- KULÍNSKÝ, Bohumil, Jiří KOLÁŘ, Rudolf ZEMAN, Lubomír BRABEC, Libuše VÁCHALOVÁ a Jiří BOUŠEK. Bambini di Praga. Praha: Supraphon, 1977.
- KULÍNSKÝ, Bohumil, Bohumil KULÍNSKÝ, Blanka KULÍNSKÁ, Pavel KÜHN, Vladimír POPELKA, Vladimír POPELKA, Jan FRÝDA a Milan DVOŘÁK. Veselé Vánoce: Merry Christmas. Praha: Panton, 1982.
- KUBIŠOVÁ, Marta, Josef VOBRUBA a Bohumil KULÍNSKÝ. Songy a balady. Praha: Supraphon, 1969.